# Sidney (Arkansas)
Sidney és una població dels Estats Units a l'estat d'Arkansas. Segons el cens del 2000 tenia 275 habitants.

## Demografia
Segons el cens del 2000, Sidney tenia 275 habitants, 80 habitatges, i 58 famílies. La densitat de població era de 48,9 habitants/km².
Dels 80 habitatges en un 32,5% hi vivien nens de menys de 18 anys, en un 57,5% hi vivien parelles casades, en un 10% dones solteres, i en un 27,5% no eren unitats familiars. En el 26,3% dels habitatges hi vivien persones soles el 13,8% de les quals corresponia a persones de 65 anys o més que vivien soles. El nombre mitjà de persones vivint en cada habitatge era de 2,61 i el nombre mitjà de persones que vivien en cada família era de 3,05.
Per edats la població es repartia de la següent manera: un 21,5% tenia menys de 18 anys, un 6,9% entre 18 i 24, un 20,4% entre 25 i 44, un 18,2% de 45 a 60 i un 33,1% 65 anys o més.
L'edat mediana era de 46 anys. Per cada 100 dones de 18 o més anys hi havia 66,2 homes.
La renda mediana per habitatge era de 22.000 $ i la renda mediana per família de 23.125 $. Els homes tenien una renda mediana de 19.375 $ mentre que les dones 12.361 $. La renda per capita de la població era de 8.926 $. Entorn del 2% de les famílies i l'11% de la població estaven per davall del llindar de pobresa.

## Poblacions més properes
El següent diagrama mostra les poblacions més properes.